# Список космонавтов и астронавтов, посещавших МКС

По состоянию на 7 ноября 2021 года
Алфавитный список космонавтов, посещавших Международную космическую станцию. Имена членов долговременных экспедиций выделены полужирным начертанием. Имена космических туристов выделены курсивным начертанием. Для космонавтов, посещавших МКС несколько раз, в скобках стоит число посещений. Дополнительный флаг обозначает страну, которую космонавт представлял ранее.
Численное превосходство американских космонавтов, посетивших МКС, связано с тем, что американский «Спейс шаттл» единовременно был способен принять на борт большее количество человек, чем российский пилотируемый космический корабль «Союз». Кроме того, именно при помощи шаттлов американцы осуществляли доставку оборудования и грузов на станцию, в то время как Россия для этих же целей использовала и использует автоматические беспилотные транспортные корабли («Прогресс»). Таким образом, большинство американцев, побывавших на станции, пробыли там короткий отрезок времени, в составе экипажей шаттлов, доставлявших на МКС грузы или участников долговременных экспедиций.
| страны           | число космонавтов | из них женщин | члены долгосрочных экспедиций | двукратное посещение | трёхкратное посещение | четырёхкратное посещение | пятикратное посещение | из них туристы |
| ---------------- | ----------------- | ------------- | ----------------------------- | -------------------- | --------------------- | ------------------------ | --------------------- | -------------- |
| США              | 153               | 33            | 63                            | 63                   | 26                    | 3                        |                       | 5              |
| Россия           | 52                | 2             | 44                            | 16                   | 8                     | 3                        | 2                     |                |
| Япония           | 9                 | 1             | 7                             |                      | 3                     |                          |                       |                |
| Канада           | 8                 | 1             | 3                             | 2                    |                       |                          |                       | 1              |
| Италия           | 5                 | 1             | 3                             | 1                    | 2                     |                          |                       |                |
| Франция          | 4                 | 1             | 2                             | 1                    |                       |                          |                       |                |
| Германия         | 3                 |               | 2                             | 1                    |                       |                          |                       |                |
| Бельгия          | 1                 |               | 1                             | 1                    |                       |                          |                       |                |
| Швеция           | 1                 |               |                               | 1                    |                       |                          |                       |                |
| ЮАР              | 1                 |               |                               |                      |                       |                          |                       | 1              |
| Испания          | 1                 |               |                               |                      |                       |                          |                       |                |
| Нидерланды       | 1                 |               | 1                             | 1                    |                       |                          |                       |                |
| Бразилия         | 1                 |               |                               |                      |                       |                          |                       |                |
| Малайзия         | 1                 |               |                               |                      |                       |                          |                       |                |
| Республика Корея | 1                 | 1             |                               |                      |                       |                          |                       |                |
| Казахстан        | 1                 |               |                               |                      |                       |                          |                       |                |
| Дания            | 1                 |               |                               |                      |                       |                          |                       |                |
| Великобритания   | 1                 |               | 1                             |                      |                       |                          |                       |                |
| ОАЭ              | 1                 |               |                               |                      |                       |                          |                       |                |
| 19               | 246               | 40            | 127                           | 88                   | 40                    | 6                        | 2                     | 7              |

## А
1. Аимбетов, Айдын Аканович
2. Айвинс, Марша
3. Акаба, Джозеф Майкл (3)
4. Аль-Мансури, Хаззаа
5. Андерсон, Клейтон Конрад (2)
6. Ансари, Ануше (турист)
7. Антонелли, Доминик Энтони (2)
8. Арнольд, Ричард Роберт (2)
9. Артемьев, Олег Германович (3)
10. Аршамбо, Ли Джозеф (2)
11. Ауньон-Чанселлор, Серина Мария
12. Афанасьев, Виктор Михайлович

## Б
1. Барратт, Майкл Рид (2)
2. Барри, Даниэль Томас (2)
3. Батурин, Юрий Михайлович
4. Бауэрсокс, Кеннет Дуэйн
5. Бенкен, Роберт Луис (3)
6. Бёрбэнк, Дэниел Кристофер (3)
7. Бёрш, Дэниел Уилер
8. Блумфилд, Майкл Джон (2)
9. Борисенко, Андрей Иванович (2)
10. Боу, Эрик Аллен (2)
11. Боуэн, Стивен Джерард (3)
12. Брезник, Рэндолф Джеймс (2)
13. Бударин, Николай Михайлович
14. Бэррон, Кейла

## В
1. Вагнер, Иван Викторович (1)
2. Ваката, Коити (5)
3. Ванде Хай, Марк Томас (2)
4. Вёртс, Терри Уэйн (2)
5. Виноградов, Павел Владимирович (2)
6. Виттори, Роберто (3)
7. Волков, Сергей Александрович (3)
8. Восс, Джеймс Шелтон (2)
9. Вулф, Дейвид Александер (2)

## Г
1. Гаран, Рональд Джон-младший (2)
2. Гарно, Жозеф Жан-Пьер Марк
3. Гернхардт, Майкл Лэндон
4. Герст, Александр (2)
5. Гидзенко, Юрий Павлович (2)
6. Гловер, Виктор Джером
7. Годвин, Линда Максин
8. Гори, Доминик Ли Падвилл (2)
9. Гуд, Майкл Тимоти
10. Гуидони, Умберто
11. Гэрриот, Ричард Аллен (турист)

## Д
1. Дайсон, Трейси (2)
2. Даттон, Джеймс Патрик
3. Даффи, Брайан
4. Де Винне, Франк (2)
5. Дежуров, Владимир Николаевич
6. Джерниган, Тамара Элизабет
7. Джетт, Брент Уорд (2)
8. Джонсон, Грегори Харольд (2)
9. Джоунс, Томас Дейвид
10. Дои, Такао
11. Дрю, Бенджамин Элвин (2)
12. Дубров, Пётр Валерьевич (1)
13. Дуке, Педро Франсиско

## З
1. Залётин, Сергей Викторович
2. Замка, Джордж Дейвид (2)

## И
1. Иванишин, Анатолий Алексеевич (3)

## К
1. Кабана, Роберт Доналд
2. Каванди, Джанет Линн
3. Калбертсон, Фрэнк Ли
4. Калери, Александр Юрьевич (2)
5. Камарда, Чарлз
6. Канаи, Норисигэ
7. Кассада, Джош Аарон
8. Кёйперс, Андре (2)
9. Келли, Джеймс Макнейл (2)
10. Келли, Марк Эдвард (4)
11. Келли, Скотт Джозеф (3)
12. Керри, Нэнси Джейн
13. Кербим, Роберт Ли (2)
14. Кикина, Анна Юрьевна
15. Кимбро, Роберт Шейн (3)
16. Козеев, Константин Мирович
17. Кокрелл, Кеннет Дейл (2)
18. Коллинз, Айлин Мари
19. Кондратьев, Дмитрий Юрьевич
20. Кононенко, Олег Дмитриевич (4)
21. Копра, Тимоти Леннарт
22. Корзун, Валерий Григорьевич
23. Корниенко, Михаил Борисович (2)
24. Корсаков, Сергей Владимирович
25. Котов, Олег Валерьевич (3)
26. Коулман, Кэтрин Грейс
27. Крикалёв, Сергей Константинович (3)
28. Кример, Тимоти Джон
29. Кристофоретти, Саманта  (2)
30. Кудь-Сверчков, Сергей Владимирович
31. Кук, Кристина
32. Кэссиди, Кристофер Джон (3)

## Л
1. Лав, Стэнли Глен
2. Лалиберте, Ги
3. Ли Со Ён
4. Линдгрен, Челл Норвуд (2)
5. Линдси, Стивен (3)
6. Линнехан, Ричард Майкл
7. Локхарт, Пол Скотт (2)
8. Лончаков, Юрий Валентинович (3)
9. Лопес-Алегриа, Майкл Эладио (3)
10. Лоуренс, Уэнди Берриен
11. Лу, Эдвард Цзан (2)

## М
1. Магнус, Сандра Холл (3)
2. Макартур, Кэтрин Меган (2)
3. Макартур, Уильям Сёрлс (2)
4. Макклейн, Энн Шарлотт
5. Маклейн, Стивен Гленвуд
6. Маленченко, Юрий Иванович (5)
7. Манн, Николь Онапу
8. Маршбёрн, Томас (3)
9. Мастраккио, Ричард Алан (4)
10. Матвеев, Денис Владимирович
11. Маурер, Маттиас
12. Меир, Джессика Ульрика
13. Мелвин, Леланд Девон (2)
14. Мелрой, Памела Энн (3)
15. Меткалф-Линденбургер, Дороти Мари
16. Мисуркин, Александр Александрович (2)
17. Могенсен, Андреас
18. Морган, Эндрю Ричард
19. Морган, Барбара Рэддинг
20. Морин, Ли Миллер Эмил
21. Моруков, Борис Владимирович
22. Музафар Шукор, Шейх
23. Мусабаев, Талгат Амангельдиевич

## Н
1. Найберг, Карен Луджин (2)
2. Несполи, Паоло Анджело (3)
3. Новак, Лайза Мария
4. Новицкий, Олег Викторович (3)
5. Ногути, Соити (3)
6. Норьега, Карлос Исмаэль
7. Ньюман, Джеймс Хансен

## О
1. Овчинин, Алексей Николаевич (2)
2. Оливас, Джон Дэниел (2)
3. Олсен, Грегори (турист)
4. Олтман, Скотт Даглас
5. Ониси, Такуя
6. Онуфриенко, Юрий Иванович
7. Офилейн, Уильям Энтони
8. Очоа, Эллен Лори (2)

## П
1. Падалка, Геннадий Иванович (3)
2. Пайетт, Жюли (2)
3. Паразински, Скотт Эдвард (2)
4. Пармитано, Лука Сальво (2)
5. Патрик, Николас Джеймс Макдоналд (2)
6. Пересильд, Юлия Сергеевна
7. Перрен, Филипп
8. Песке, Тома (2)
9. Петтит, Доналд Рой (3)
10. Петелин, Дмитрий Александрович
11. Пик, Тимоти Найджел
12. Пойндекстер, Алан Гудвин (2)
13. Полански, Марк Льюис (3)
14. Понтис, Маркус Сезар
15. Прокопьев, Сергей Валерьевич

## Р
1. Раджа, Чари
2. Райзман, Гарретт Эрин (2)
3. Райли, Джеймс Фрэнсис (2)
4. Райтер, Томас Артур
5. Ревин, Сергей Николаевич
6. Ричардс, Пол Уильям
7. Робинсон, Стивен Керн (2)
8. Романенко, Роман Юрьевич (2)
9. Роминджер, Кент Вернон (2)
10. Росс, Джерри Линн (2)
11. Рубинс, Кэтлин (2)
12. Рыжиков, Сергей Николаевич (2)
13. Рязанский, Сергей Николаевич (2)
14. Рубио, Франсиско

## С
1. Самокутяев, Александр Михайлович (2)
2. Селлерс, Пирс Джон (3)
3. Сен-Жак, Давид
4. Серова, Елена Олеговна
5. Симони, Чарльз (турист) (2)
6. Скворцов, Александр Александрович (3)
7. Скрипочка, Олег Иванович (3)
8. Смит, Стивен Ли
9. Стеркоу, Фредерик Уилфорд (4)
10. Стефанишин-Пайпер, Хайдемари Марта (2)
11. Стотт, Николь Мари Пассонно (2)
12. Суонсон, Стивен Рей (3)
13. Сураев, Максим Викторович (2)
14. Сэтчер, Роберт Ли

## Т
1. Тани, Дэниел Мичио (2)
2. Таннер, Джозеф Ричард (2)
3. Тарелкин, Евгений Игоревич
4. Тёрск, Роберт Брент
5. Тингл, Скотт Дэвид
6. Тито, Деннис Энтони (турист)
7. Токарев, Валерий Иванович (2)
8. Томас, Эндрю Сидни Уитиел (2)
9. Трещёв, Сергей Евгеньевич
10. Тюрин, Михаил Владиславович (3)

## У
1. Уайсмен, Грегори Рид
2. Уайсофф, Питер Джеффри Келси
3. Уилкатт, Терренс Уэйд
4. Уилмор, Барри Юджин (2)
5. Уилок, Даглас Харри (2)
6. Уилсон, Стефани Диана (3)
7. Уильямс, Давид Рис
8. Уильямс, Джеффри Нелс (4)
9. Уильямс, Сунита Лин (2)
10. Уитсон, Пегги Эннетт (3)
11. Уокер, Шеннон (2)
12. Уолз, Карл Эрвин
13. Уолхайм, Рекс Джозеф (3)
14. Уоткинс, Джессика
15. Усачёв, Юрий Владимирович (2)
16. Уэбер, Мари Эллен
17. Уэзерби, Джеймс Доналд (2)

## Ф
1. Фергюсон, Кристофер Джон (3)
2. Филлипс, Джон Линч (3)
3. Финк, Эдвард Майкл (3)
4. Фишер, Джек Дэвид
5. Форд, Кевин Энтони (2)
6. Форман, Майкл Джеймс (2)
7. Форрестер, Патрик Грэм (3)
8. Фоссум, Майкл Эдвард (3)
9. Фоул, Колин Майкл
10. Фрик, Стивен Натаниэль (2)
11. Фуглесанг, Арне Кристер (2)
12. Фурукава, Сатоси
13. Фьюстел, Эндрю Джей (2)

## Х
1. Хайр, Кэтрин Патриция
2. Хайнс, Роберт
3. Хасбанд, Рик Даглас
4. Хейг, Тайлер
5. Хелмс, Сьюзан (2)
6. Херрингтон, Джон Беннетт
7. Хёрли, Даглас Джеральд (3)
8. Хиггинботэм, Джоан
9. Хобо, Чарлз Оуэн (3)
10. Холселл, Джеймс Дональд
11. Хопкинс, Майкл Скотт (2)
12. Хоровиц, Скотт (2)
13. Хосидэ, Акихико (3)
14. Хэдфилд, Кристофер Остин (2)
15. Хэм, Кеннет Тодд (2)

## Ч
1. Чанг-Диас, Франклин
2. Чиао, Лерой (2)

## Ш
1. Шамитофф, Грегори Эррол (2)
2. Шаргин, Юрий Георгиевич
3. Шарипов, Салижан Шакирович
4. Шаттлуорт, Марк (турист)
5. Шеперд, Уильям МакМайкл
6. Шипенко, Клим Алексеевич
7. Шкаплеров, Антон Николаевич (4)
8. Шлегель, Ханс Вильгельм

## Э
1. Эйартц, Леопольд
2. Эньере, Клоди
3. Эрнандес, Хосе Морено
4. Эшби, Джеффри Ширс (2)

## Ю
1. Юи, Кимия
2. Юрчихин, Фёдор Николаевич (5)

## Я
1. Ямадзаки, Наоко